# Хасимото, Хидэо
Хидэо Хасимото (яп. 橋本 英郎 Хидэо Хасимото, род. 21 мая 1979, Осака) — японский футбольный полузащитник, ныне игрок «Окосиас Киото».

## Карьера

### В клубах
Хасимото — воспитанник клуба «Гамба Осака», за первую команду выступал с 1998 по 2011 годы. В составе «Гамбы» стал обладателем всех национальных трофеев Японии, становился победителем Лиги чемпионов АФК 2008 года, выигрывал «бронзу» клубного чемпионата мира 2008 года, где отметился голом в полуфинальной встрече с английским клубом «Манчестер Юнайтед».
С 2012 года выступает за «Виссел Кобе», с которым в первом сезоне вылетел во второй дивизион J. League, а во втором вернулся в элиту японского футбола.

### В сборной
В 2007—2010 провёл за сборную Японии 15 встреч, в том числе выходил на замену в матче группового этапа Кубка Азии 2007 года против Катара (1:1). На чемпионате Восточной Азии 2008 года выиграл в составе команды «серебро».

## Достижения

### Командные
Как игрока национальных сборных Японии:
- Кубок Азии:
  - Четвёртое место: 2007
- Чемпионат Восточной Азии:
  - Серебряный призёр: 2008

Как игрока «Гамбы Осаки»:
- Чемпионат мира:
  - Бронзовый призёр: 2008
- Лига чемпионов АФК:
  - Победитель: 2008
- Суперкубок Японии:
  - Победитель: 2007
  - Серебряный призёр: 2009, 2010
- Джей-лига:
  - Чемпион: 2005
  - Второе место: 2002 (второй этап), 2010
  - Третье место: 2002, 2004 (второй этап), 2004, 2006, 2007, 2009, 2011
- Кубок Японии:
  - Победитель: 2007/08, 2008/09
  - Серебряный призёр: 2005/06
- Кубок Джей-лиги:
  - Победитель: 2007
  - Серебряный призёр: 2005

Как игрока «Виссел Кобе»:
- Второй дивизион Джей-лиги:
  - Второе место: 2013 (выход в первый дивизион Джей-лиги)